# Max Mutzke/Diskografie
Diese Diskografie ist eine Übersicht über die musikalischen Werke des deutschen Popmusik- und Jazz-Sängers Max Mutzke. Den Schallplattenauszeichnungen zufolge hat er bisher mehr als 420.000 Tonträger verkauft. Seine erfolgreichste Veröffentlichung ist die Single Can’t Wait Until Tonight mit über 300.000 verkauften Einheiten.

## Alben

### Studioalben
| Jahr | Titel Musiklabel                       | Höchstplatzierung, Gesamtwochen, AuszeichnungChartplatzierungen (Jahr, Titel, Musiklabel, Platzierungen, Wochen, Auszeichnungen, Anmerkungen) | Höchstplatzierung, Gesamtwochen, AuszeichnungChartplatzierungen (Jahr, Titel, Musiklabel, Platzierungen, Wochen, Auszeichnungen, Anmerkungen) | Höchstplatzierung, Gesamtwochen, AuszeichnungChartplatzierungen (Jahr, Titel, Musiklabel, Platzierungen, Wochen, Auszeichnungen, Anmerkungen) | Anmerkungen                                                 |
| Jahr | Titel Musiklabel                       | DE | AT | CH | Anmerkungen                                                 |
| ---- | -------------------------------------- | --- | --- | --- | ----------------------------------------------------------- |
| 2005 | Max Mutzke Rare (WMG)                  | DE1 Gold · (18 Wo.)DE | AT18 (7 Wo.)AT | CH12 (9 Wo.)CH | Erstveröffentlichung: 7. Januar 2005 Verkäufe: + 100.000    |
| 2007 | … aus dem Bauch Warner Music (WMG)     | DE11 (4 Wo.)DE | AT40 (3 Wo.)AT | CH57 (2 Wo.)CH | Erstveröffentlichung: 8. Juni 2007                          |
| 2008 | Black Forest Warner Music (WMG)        | DE52 (13 Wo.)DE | — | — | Erstveröffentlichung: 28. November 2008                     |
| 2010 | Home Work Soul Warner Music (WMG)      | DE50 (4 Wo.)DE | — | — | Erstveröffentlichung: 24. September 2010                    |
| 2012 | Durch Einander Columbia Records (Sony) | DE28 Platin (German Jazz Award) · (4 Wo.)DE                                                                                                   | AT54 (1 Wo.)AT | — | Erstveröffentlichung: 14. September 2012 Verkäufe: + 20.000 |
| 2015 | Max Columbia Records (Sony)            | DE37 (6 Wo.)DE | — | — | Erstveröffentlichung: 12. Juni 2015                         |
| 2018 | Colors Columbia Records (Sony)         | DE22 (2 Wo.)DE | — | — | Erstveröffentlichung: 28. September 2018                    |
| 2021 | Wunschlos süchtig Polydor (UMG)        | DE24 (3 Wo.)DE | — | — | Erstveröffentlichung: 17. September 2021                    |
| 2024 | XX Virgin Records (UMG)                | DE76 (1 Wo.)DE | — | — | Erstveröffentlichung: 11. Oktober 2024                      |

### Livealben
| Jahr | Titel Musiklabel                   | Höchstplatzierung, Gesamtwochen, AuszeichnungChartplatzierungen (Jahr, Titel, Musiklabel, Platzierungen, Wochen, Auszeichnungen, Anmerkungen) | Höchstplatzierung, Gesamtwochen, AuszeichnungChartplatzierungen (Jahr, Titel, Musiklabel, Platzierungen, Wochen, Auszeichnungen, Anmerkungen) | Höchstplatzierung, Gesamtwochen, AuszeichnungChartplatzierungen (Jahr, Titel, Musiklabel, Platzierungen, Wochen, Auszeichnungen, Anmerkungen) | Anmerkungen                                                                           |
| Jahr | Titel Musiklabel                   | DE | AT | CH | Anmerkungen                                                                           |
| ---- | ---------------------------------- | --- | --- | --- | ------------------------------------------------------------------------------------- |
| 2013 | Live Columbia Records (Sony)       | — | — | — | Erstveröffentlichung: 12. April 2013 feat. monoPunk                                   |
| 2016 | Experience Columbia Records (Sony) | DE45 (2 Wo.)DE | — | — | Erstveröffentlichung: 28. Oktober 2016 mit der NDR Radiophilharmonie & Enrique Ugarte |

## Singles

### Als Leadmusiker
| Jahr | Titel Album                                         | Höchstplatzierung, Gesamtwochen, AuszeichnungChartplatzierungen (Jahr, Titel, Album, Platzierungen, Wochen, Auszeichnungen, Anmerkungen) | Höchstplatzierung, Gesamtwochen, AuszeichnungChartplatzierungen (Jahr, Titel, Album, Platzierungen, Wochen, Auszeichnungen, Anmerkungen) | Höchstplatzierung, Gesamtwochen, AuszeichnungChartplatzierungen (Jahr, Titel, Album, Platzierungen, Wochen, Auszeichnungen, Anmerkungen) | Anmerkungen                                                                 |
| Jahr | Titel Album                                         | DE | AT | CH | Anmerkungen                                                                 |
| ---- | --------------------------------------------------- | --- | --- | --- | --------------------------------------------------------------------------- |
| 2004 | Can’t Wait Until Tonight Max Mutzke                 | DE1 Platin · (18 Wo.)DE | AT2 (24 Wo.)AT | CH4 (18 Wo.)CH | Erstveröffentlichung: 12. März 2004 Verkäufe: + 300.000                     |
| 2004 | Schwarz auf Weiß Max Mutzke                         | DE18 (10 Wo.)DE | AT47 (9 Wo.)AT | CH42 (5 Wo.)CH | Erstveröffentlichung: 3. Dezember 2004                                      |
| 2005 | Spür dein Licht Max Mutzke                          | DE79 (2 Wo.)DE | — | — | Erstveröffentlichung: 14. Februar 2005                                      |
| 2005 | Catch Me If You Can Max Mutzke                      | — | — | — | Erstveröffentlichung: 27. Mai 2005                                          |
| 2007 | Mein Automobil … aus dem Bauch                      | DE28 (7 Wo.)DE | AT48 (2 Wo.)AT | — | Erstveröffentlichung: 25. Mai 2007                                          |
| 2007 | Denn es bist Du Lissi und der wilde Kaiser (O.S.T.) | DE79 (1 Wo.)DE | — | — | Erstveröffentlichung: 2. November 2007                                      |
| 2008 | St. Petersburg Black Forest                         | — | — | — | Erstveröffentlichung: 19. November 2008                                     |
| 2008 | Marie Black Forest                                  | DE24 (10 Wo.)DE | AT60 (2 Wo.)AT | — | Erstveröffentlichung: 21. November 2008                                     |
| 2009 | New Day Black Forest                                | DE40 (1 Wo.)DE | — | — | Erstveröffentlichung: 18. Dezember 2009                                     |
| 2010 | High on Your Love Home Work Soul                    | — | — | — | Erstveröffentlichung: 24. September 2010                                    |
| 2010 | Let It Happen Home Work Soul                        | DE85 (1 Wo.)DE | — | — | Erstveröffentlichung: 8. Oktober 2010                                       |
| 2014 | Charlotte Bundesvision Song Contest 2014 (Sampler)  | — | — | — | Erstveröffentlichung: 12. September 2014                                    |
| 2015 | Welt hinter Glas Max                                | DE67 (6 Wo.)DE | — | — | Erstveröffentlichung: 8. Mai 2015                                           |
| 2015 | Unsere Nacht Max                                    | — | — | — | Erstveröffentlichung: 25. September 2015 feat. Eko Fresh                    |
| 2016 | So viel mehr Experience                             | — | — | — | Erstveröffentlichung: 28. Oktober 2016                                      |
| 2018 | Zugabe (Show meines Lebens) Colors                  | — | — | — | Erstveröffentlichung: 24. August 2018                                       |
| 2019 | Schwerelos –                                        | — | — | — | Erstveröffentlichung: 13. September 2019                                    |
| 2021 | Wunschlos süchtig                                   | — | — | — | Erstveröffentlichung: 21. Mai 2021                                          |
| 2021 | Beste Idee Wunschlos süchtig                        | — | — | — | Erstveröffentlichung: 16. Juli 2021                                         |
| 2021 | Dieselbe Sonne Wunschlos süchtig                    | — | — | — | Erstveröffentlichung: 30. August 2021                                       |
| 2021 | Nimmst du mich in den Arm Wunschlos süchtig         | — | — | — | Erstveröffentlichung: 3. Dezember 2021                                      |
| 2022 | Gute Geschichten Wunschlos süchtig                  | — | — | — | Erstveröffentlichung: 11. Februar 2022                                      |
| 2023 | Hoffnung –                                          | — | — | — | Erstveröffentlichung: 20. Januar 2023                                       |
| 2023 | Komm, wir träumen uns zusammen –                    | — | — | — | Erstveröffentlichung: 25. August 2023                                       |
| 2023 | Überall Herzen –                                    | — | — | — | Erstveröffentlichung: 8. Dezember 2023                                      |
| 2024 | Forever Strong XX                                   | — | — | — | Erstveröffentlichung: 19. Januar 2024                                       |
| 2024 | Bedingungslos XX                                    | — | — | — | Erstveröffentlichung: 3. Mai 2024                                           |
| 2024 | California Spider XX                                | — | — | — | Erstveröffentlichung: 9. August 2024                                        |
| 2024 | Whiskey Baby XX                                     | — | — | — | Erstveröffentlichung: 20. September 2024 feat. Peter Plate & Ulf Leo Sommer |
| 2025 | Bitte lass das Licht an –                           | — | — | — | Erstveröffentlichung: 8. August 2025 mit Wolfgang                           |

### Als Gastmusiker
| Jahr | Titel Album                                             | Höchstplatzierung, Gesamtwochen, AuszeichnungChartplatzierungen (Jahr, Titel, Album, Platzierungen, Wochen, Auszeichnungen, Anmerkungen) | Höchstplatzierung, Gesamtwochen, AuszeichnungChartplatzierungen (Jahr, Titel, Album, Platzierungen, Wochen, Auszeichnungen, Anmerkungen) | Höchstplatzierung, Gesamtwochen, AuszeichnungChartplatzierungen (Jahr, Titel, Album, Platzierungen, Wochen, Auszeichnungen, Anmerkungen) | Anmerkungen                                                                                 |
| Jahr | Titel Album                                             | DE | AT | CH | Anmerkungen                                                                                 |
| ---- | ------------------------------------------------------- | --- | --- | --- | ------------------------------------------------------------------------------------------- |
| 2005 | I Want Rock (T)Raumschiff Surprise – Periode 1 (O.S.T.) | DE23 (6 Wo.)DE | AT49 (3 Wo.)AT | — | Erstveröffentlichung: 27. Juni 2005 mit Rick Kavanian & Stefan Raab; als „Dicks on Fire“    |
| 2007 | S. U. P. E. R. B. A. D. Motherfucker –                  | DE60 (2 Wo.)DE | — | — | Erstveröffentlichung: 19. Oktober 2007 mit Rick Kavanian & Stefan Raab; als „Dicks on Fire“ |
| 2013 | Revolution –                                            | DE63 (1 Wo.)DE | — | — | Erstveröffentlichung: 11. Oktober 2013 mit Stefan Raab; als „Dicks on Fire“ feat. Lena      |
| 2013 | Der Sternstunden Song 2013 –                            | — | — | — | Erstveröffentlichung: 22. November 2013 Claudia Koreck & Freunde                            |

## Musikvideos
| Jahr | Titel                    | Regie                                 |
| ---- | ------------------------ | ------------------------------------- |
| 2004 | Can’t Wait Until Tonight | Manfred Winkens                       |
| 2004 | Schwarz auf Weiß         | Jörg Siepmann                         |
| 2005 | Spür dein Licht          |                                       |
| 2007 | Mein Automobil           | Axel Schulten                         |
| 2008 | St. Petersburg           | Dominic Bünning, Sven Sindt           |
| 2009 | Marie                    | Dominic Bünning, Sven Sindt           |
| 2010 | High on Your Love        | Hagen Decker, Stefan Guzy, David Sorg |
| 2010 | Let It Happen            | Sven Sindt                            |
| 2012 | Sommerregen              | Daniel Jösch                          |
| 2014 | A Cry in the Night       | Andreas Z. Simon                      |
| 2015 | Season                   |                                       |
| 2015 | Welt hinter Glas         |                                       |
| 2016 | Bis es weh tut           | Arrigo Reuss                          |
| 2016 | So viel mehr             |                                       |
| 2019 | Schwerelos               | Daniel Jösch                          |
| 2021 | Wunschlos süchtig        | Mightkillya                           |
| 2021 | Beste Idee               | Mightkillya                           |
| 2021 | Beste Idee               | Julian Kleinert, Fabian Süggeler      |
| 2023 | Hoffnung                 |                                       |
| 2023 | Überall Herzen           |                                       |
| 2024 | Forever Strong           | Mightkillya                           |
| 2024 | California Spider        | Raw Souls                             |
| 2025 | Bitte lass das Licht an  | Michael Herbig                        |

## Autorenbeteiligungen und Produktionen
Mutzke schreibt viele seiner Lieder in der Regel selbst, die folgende Tabelle beinhaltet Charterfolge, bei denen Mutzke als Autor, aber ohne gesangliche Mitwirkung, fungiert.
| Jahr | Titel Interpretation          | Höchstplatzierung, Gesamtwochen, AuszeichnungChartplatzierungen (Jahr, Titel, Interpretation, Platzierungen, Wochen, Auszeichnungen, Anmerkungen) | Höchstplatzierung, Gesamtwochen, AuszeichnungChartplatzierungen (Jahr, Titel, Interpretation, Platzierungen, Wochen, Auszeichnungen, Anmerkungen) | Höchstplatzierung, Gesamtwochen, AuszeichnungChartplatzierungen (Jahr, Titel, Interpretation, Platzierungen, Wochen, Auszeichnungen, Anmerkungen) | Anmerkungen                         |
| Jahr | Titel Interpretation          | DE | AT | CH | Anmerkungen                         |
| ---- | ----------------------------- | --- | --- | --- | ----------------------------------- |
| 2010 | I Care for You Jennifer Braun | DE10 (10 Wo.)DE | AT68 (1 Wo.)AT | — | Erstveröffentlichung: 13. März 2010 |

## Hörbücher
| Jahr | Titel Musiklabel                                     | Anmerkungen                             |
| ---- | ---------------------------------------------------- | --------------------------------------- |
| 2023 | Komm mit ins Paradies der Träumer Argon Verlag (AVE) | Erstveröffentlichung: 1. September 2023 |
| 2024 | So viel mehr – Meine Geschichte Argon Verlag (AVE)   | Erstveröffentlichung: 8. Oktober 2024   |

## Sonderveröffentlichungen
| Jahr | Titel Album                                                           | Anmerkungen                                                                      |
| ---- | --------------------------------------------------------------------- | -------------------------------------------------------------------------------- |
| 1996 | Überleben                                                             | Erstveröffentlichung: 1996 Anselm König Band & Max Mutzke                        |
| 2008 | Back in Black Hell’s Kitchen                                          | Erstveröffentlichung: 4. Juli 2008 Jazzkantine feat. Max Mutzke                  |
| 2014 | Kindischer Ozean                                                      | Erstveröffentlichung: 11. April 2014 Willy Astor feat. Max Mutzke                |
| 2014 | Nähe des Geliebten AMO (Kleide mich in Liebe)                         | Erstveröffentlichung: 12. September 2014 Schönherz & Fleer feat. Various Artists |
| 2014 | Dein Haar hat Lieder, die ich liebe AMO (Kleide mich in Liebe)        | Erstveröffentlichung: 12. September 2014 Schönherz & Fleer feat. Max Mutzke      |
| 2014 | Was im tiefsten ich begehre (alles, alles) AMO (Kleide mich in Liebe) | Erstveröffentlichung: 12. September 2014 Schönherz & Fleer feat. Max Mutzke      |
| 2015 | Season Up                                                             | Erstveröffentlichung: 27. Februar 2015 Nils Wülker feat. Max Mutzke              |
| 2015 | Piano Man Kind of Cool                                                | Erstveröffentlichung: 27. Februar 2015 Wolfgang Haffner feat. Max Mutzke         |
| 2016 | Bis es weh tut Fallen und fliegen                                     | Erstveröffentlichung: 11. März 2016 Luxuslärm feat. Max Mutzke                   |
| 2016 | Someday We’ll All Be Free Inner Back Home                             | Erstveröffentlichung: 11. März 2016 Bruno Müller feat. Max Mutzke                |
| 2016 | Inner City Blues Doldinger                                            | Erstveröffentlichung: 29. April 2016 Klaus Doldinger’s Passport feat. Max Mutzke |

| Jahr | Titel Album                                                             | Anmerkungen                                                 |
| ---- | ----------------------------------------------------------------------- | ----------------------------------------------------------- |
| 2009 | Nach dem Regen A Tribute to Die Fantastischen Vier                      | Erstveröffentlichung: 7. August 2009                        |
| 2012 | Einfach Genial Giraffenaffen                                            | Erstveröffentlichung: 9. November 2012                      |
| 2014 | A Cry in the Night Dein Song 2014                                       | Erstveröffentlichung: 4. April 2014 mit Andreas Zöller      |
| 2014 | Charlotte Bundesvision Song Contest 2014                                | Erstveröffentlichung: 12. September 2014                    |
| 2017 | Everybody Hurts One Night Song – Blind Date im Wirtz-Haus               | Erstveröffentlichung: 21. April 2017 Original: R.E.M.       |
| 2019 | Enough Dein Song 2019                                                   | Erstveröffentlichung: 15. März 2019 mit Merle Böwering      |
| 2019 | Der Friedensmaler Zugabe: Musiker interpretieren seine schönsten Lieder | Erstveröffentlichung: 29. März 2019 Original: Fredrik Vahle |

| Jahr | Titel Soundtrack                               | Anmerkungen                                                                              |
| ---- | ---------------------------------------------- | ---------------------------------------------------------------------------------------- |
| 2004 | I Want Rock (T)Raumschiff Surprise – Periode 1 | Erstveröffentlichung: 16. Juli 2004 mit Rick Kavanian & Stefan Raab; als „Dicks on Fire“ |
| 2007 | Denn es bist Du Lissi und der wilde Kaiser     | Erstveröffentlichung: 2. November 2007                                                   |

## Statistik

### Chartauswertung
Die folgende Aufstellung beinhaltet eine Übersicht über die Charterfolge von Mutzke in den Album- und Singlecharts. Zu berücksichtigen ist, dass unter den Singles nur Interpretationen von Mutzke enthalten sind, reine Autorenbeteiligungen sind nicht mit inbegriffen.
|                     | DE     | AT    | CH    |
| ------------------- | ------ | ----- | ----- |
| Nummer-eins-Alben   | DE1DE  | AT—AT | CH—CH |
| Top-10-Alben        | DE1DE  | AT—AT | CH—CH |
| Alben in den Charts | DE10DE | AT3AT | CH2CH |

|                       | DE     | AT    | CH    |
| --------------------- | ------ | ----- | ----- |
| Nummer-eins-Singles   | DE1DE  | AT—AT | CH—CH |
| Top-10-Singles        | DE1DE  | AT1AT | CH1CH |
| Singles in den Charts | DE12DE | AT5AT | CH2CH |

### Auszeichnungen für Musikverkäufe
Anmerkung: Auszeichnungen in Ländern aus den Charttabellen bzw. Chartboxen sind in ebendiesen zu finden.
| Land/RegionAuszeichnungen für Musikverkäufe (Land/Region, Auszeichnungen, Verkäufe, Quellen) | Gold  | Platin     | Verkäufe | Quellen           |
| -------------------------------------------------------------------------------------------- | ----- | ---------- | -------- | ----------------- |
| Deutschland (BVMI)                                                                           | Gold1 | 2× Platin2 | 420.000  | musikindustrie.de |
| Insgesamt                                                                                    | Gold1 | 2× Platin2 |          |                   |